# Finn Lambek
Finn Lambek (Bramming, 3 oktober 1957) is een voormalig voetbalscheidsrechter uit Denemarken. Hij leidde wedstrijden in de hoogste afdeling van de Deense voetbalcompetitie, de Superligaen, van 1991 tot 2000. Lambek maakte zijn debuut op 14 april 1991 in de competitiewedstrijd Silkeborg IF – Odense BK (2-2). Hij leidde daarnaast drie officiële A-interlands, waaronder de vriendschappelijke wedstrijd tussen Nederland en Ierland op 4 juni 1996 in Rotterdam. Hij deelde in dat duel een gele kaart uit aan Jordi Cruyff.

## Statistieken
| Seizoen   | Competitie  | Duels | Kaarten    | Kaarten                                    | Kaarten     | Pen. |
| Seizoen   | Competitie  | Duels | Kreeg geel | Kreeg voor de tweede keer geel en dus rood | Weggestuurd | Pen. |
| --------- | ----------- | ----- | ---------- | ------------------------------------------ | ----------- | ---- |
| 1991      | Superligaen | 7     | 14         | 0                                          | 0           | 3    |
| 1991–1992 | Superligaen | 15    | 40         | 1                                          | 0           | 4    |
| 1992–1993 | Superligaen | 13    | 36         | 1                                          | 2           | 6    |
| 1993–1994 | Superligaen | 19    | 58         | 5                                          | 3           | 7    |
| 1994–1995 | Superligaen | 16    | 52         | 2                                          | 5           | 5    |
| 1995–1996 | Superligaen | 18    | 58         | 1                                          | 1           | 7    |
| 1996–1997 | Superligaen | 16    | 44         | 1                                          | 1           | 8    |
| 1997–1998 | Superligaen | 12    | 39         | 1                                          | 0           | 5    |
| 1998–1999 | Superligaen | 12    | 37         | 0                                          | 3           | 4    |
| 1999–2000 | Superligaen | 3     | 6          | 0                                          | 1           | 0    |
| Totaal    | Totaal      | 131   | 384        | 12                                         | 16          | 49   |

## Interlands
| Datum      | Plaats               | Wedstrijd               | Uitslag | Competitie           | Kreeg geel | Kreeg voor de tweede keer geel en dus rood | Weggestuurd |
| ---------- | -------------------- | ----------------------- | ------- | -------------------- | ---------- | ------------------------------------------ | ----------- |
| 26.08.1992 | Jakobstad, Finland   | Finland – Polen         | 0 – 0   | Vriendschappelijk    | 0          | 0                                          | 0           |
| 26.04.1995 | Riga, Letland        | Letland – Noord-Ierland | 0 – 1   | Kwalificatie EK 1996 | 3          | 0                                          | 0           |
| 04.06.1996 | Rotterdam, Nederland | Nederland – Ierland     | 3 – 1   | Vriendschappelijk    | 1          | 0                                          | 0           |